# Alioranus
Alioranus is een geslacht van spinnen uit de familie hangmatspinnen (Linyphiidae).

## Soorten
De volgende soorten zijn bij het geslacht ingedeeld:
- Alioranus avanturus Andreeva & Tyschchenko, 1970
- Alioranus diclivitalis Tanasevitch, 1990
- Alioranus distinctus Caporiacco, 1935
- Alioranus minutissimus Caporiacco, 1935
- Alioranus pastoralis (O. P.-Cambridge, 1872)
- Alioranus pauper (Simon, 1881)